# Горан Живаљевић
Горан Живаљевић (Београд, 1965) је српски бивши обавештајац. У служби је провео пуних 30 година, а прикључио се 1988. године, у време док је то још била Служба државне безбедности (СДБ) Републичког секретаријата за унутрашње послове СР Србије (РСУП). У периоду између 2003. и 2004. године био је на функцији заменика директора БИА.

## Биографија
Рођен је 1965. године у Београду. Након основне и средње школе, завршио је Вишу школу унутрашњих послова (данас Криминалистичко-полицијски универзитет) у Земуну, а потом је дипломирао на Факултету за безбедност у Скопљу, 1992. године.
Године 1988. ступио је на рад у Службу државне безбедности (СДБ) Републичког секретаријата за унутрашње послове СР Србије (РСУП). Након што је СДБ расформиран, Живаљевић прелази на рад у новостворени Ресор државне безбедности (РДБ) Министарства унутрашњих послова Србије (МУП) и био је ангажован на контраобавештајним пословима. До краја деведесетих година је радио у контраобавештајном сектору београдског центра РДБ.
Од јануара 2003. до марта 2004. године налазио се на месту заменика директора Безбедносно-информативне агенције (БИА), Мише Милићевића.
Од 2005. до 2006. и потом од 2009. до 2017. године, Живаљевић је био ангажован на раду у иностранству, најпре Хрватској, потом и Северној Македонији. Након напуштања БИА, био је на позицији саветника при Амбасади Републике Србије у Босни и Херцеговини, од 2018. до 2019. године.

## Књиге
О свом раду у органима безбедности, Живаљевић је написао две књиге:
- „Служба: Анатомија српске тајне службе у последњих 30 година”, Београд, 2020.
- „Служба 2: О догађајима из невидљиве стварности”, Београд, 2022.[1]